# Wanheng Menayothin
Chayaphol Moonsri, (thailandese:  ชยพล มูลศรี); precedentemente Saengsuree Moonsri, (thailandese:  แสงสุรีย์ มูลศรี), conosciuto come Wanheng Menayothin, (thailandese: วันเฮง มีนะโยธิน) o Wanheng Kaiyanghadaogym (Amphoe Borabue, 27 ottobre 1985), è un pugile thailandese.
Soprannominato "Il nano gigante thailandese" o "Il pollo grigliato a cinque stelle", è detentore del titolo WBC dei pesi paglia dal 2014. 
A partire da maggio 2017, è riconosciuto come il miglior peso paglia dalla rivista The Ring, da BoxRec e dalla Transnational Boxing Rankings Board.

## Biografia
Moonsri si è laureato all’università Bangkokthonburi.

## Carriera pugilistica
Il 31 maggio 2013, Moonsri sconfigge Raul Pusta, Jr. per TKO al nono round, ottenendo il titolo Internazionale WBC dei pesi paglia.
Il 6 novembre, 2014, Moonsri vince il suo primo titolo sconfiggendo Oswaldo Novoa ed ottenendo il titolo WBC dei pesi paglia.
Il 2 maggio 2018 Menayothin raggiunge il record di 50-0, pari al record precedentemente raggiunto dallo statunitense Floyd Mayweather Jr. mandando al tappeto l’avversario panamense Leroy Estrada in un incontro obbligatorio dei pesi paglia WBC.

## Incontri
| No. | Risultato | Record | Avversario        | Metodo | Round         | Data              | Location                                           | Note                                                                    |
| --- | --------- | ------ | ----------------- | ------ | ------------- | ----------------- | -------------------------------------------------- | ----------------------------------------------------------------------- |
| 54  | Vincitore | 54-0   | Simpiwe Konkco    | UD     | 12            | 25 Ottobre 2019   | City Hall Ground, Chonburi, Thailand               | Difeso titolo pesi paglia WBC                                           |
| 53  | Vincitore | 53-0   | Tatsuya Fukuhara  | TD     | 8             | 31 Maggio 2019    | City Hall, Chachoengsao, Thailand                  | Difeso titolo pesi paglia WBC                                           |
| 52  | Vincitore | 52-0   | Mektison Marganti | UD     | 6             | 16 Novembre 2018  | Sofia Hotel, Prachinburi, Thailand                 | Difeso titolo pesi paglia WBC                                           |
| 51  | Vincitore | 51-0   | Pedro Taduran     | UD     | 12            | 28 agosto 2018    | Nakhon Sawan                                       | Difeso titolo pesi paglia WBC                                           |
| 50  | Vincitore | 50–0   | Leroy Estrada     | KO     | 5 (12)        | 2 maggio 2018     | Nakhon Ratchasima                                  | Difeso titolo pesi paglia WBC                                           |
| 49  | Vincitore | 49–0   | Tatsuya Fukuhara  | UD     | 12            | 25 novembre 2017  | Suranari Central Stadium, Nakhon Ratsachima        | Difeso titolo pesi paglia WBC                                           |
| 48  | Vincitore | 48–0   | Jack Amisa        | UD     | 6             | 25 agosto 2017    | City Hall Ground, Chonburi                         |                                                                         |
| 47  | Vincitore | 47–0   | Omari Kimweri     | UD     | 12            | 3 giugno 2017     | Provincial Stadium, Rayong                         | Difeso titolo pesi paglia WBC                                           |
| 46  | Vincitore | 46–0   | Jeysever Abcede   | UD     | 6             | 31 marzo 2017     | Bangmod Wittaya School, Chom Thong                 |                                                                         |
| 45  | Vincitore | 45–0   | Melvin Jerusalem  | UD     | 12            | 25 Jan 2017       | Institute of Physical Education Stadium, Sukhothai | Difeso titolo pesi paglia WBC                                           |
| 44  | Vincitore | 44–0   | Silem Serang      | PTS    | 6             | 14 Dec 2016       | Nakhon Ratchasima                                  |                                                                         |
| 43  | Vincitore | 43–0   | Saul Juarez       | UD     | 12            | 2 agosto 2016     | City Hall Ground, Chonburi                         | Difeso titolo pesi paglia WBC                                           |
| 42  | Vincitore | 42–0   | Edo Anggoro       | KO     | 4 (8)         | 27 maggio 2016    | Night Bazzar, Ayutthaya                            |                                                                         |
| 41  | Vincitore | 41–0   | Go Odaira         | TKO    | 5 (12), 2:00  | 3 marzo 2016      | City Hall Ground, Nakhon Ratchasima                | Difeso titolo pesi paglia WBC                                           |
| 40  | Vincitore | 40–0   | Young Gil Bae     | TKO    | 9 (12), 2:15  | 24 novembre 2015  | City Hall Ground, Chonburi                         | Difeso titolo pesi paglia WBC                                           |
| 39  | Vincitore | 39–0   | Ardi Buyung       | TKO    | 4 (6)         | 8 ottobre 2015    | Siam Paradise Entertainment Centre, Bangkok        |                                                                         |
| 38  | Vincitore | 38–0   | Jerry Tomogdan    | KO     | 9 (12), 1:04  | 2 giugno 2015     | 11th Inf Reg, Bangkok                              | Difeso titolo pesi paglia WBC                                           |
| 37  | Vincitore | 37–0   | Jeffrey Galero    | UD     | 12            | 5 febbraio 2015   | City Hall Ground, Nakhon Sawan                     | Difeso titolo pesi paglia WBC                                           |
| 36  | Vincitore | 36–0   | Oswaldo Novoa     | RTD    | 9 (12), 3:00  | 6 novembre 2014   | City Hall Ground, Chonburi                         | Vinto titolo pesi paglia WBC                                            |
| 35  | Vincitore | 35–0   | Samuel Tehuayo    | UD     | 6             | 27 giugno 2014    | Night Bazzar, Ayutthaya                            |                                                                         |
| 34  | Vincitore | 34–0   | Domi Nenokeba     | TKO    | 4 (6)         | 25 aprile 2014    | Central Stadium, Phitsanulok                       |                                                                         |
| 33  | Vincitore | 33–0   | Heri Amol         | UD     | 6             | 28 marzo 2014     | Chokchai 4 Market, Bangkok                         |                                                                         |
| 32  | Vincitore | 32–0   | Madit Sada        | UD     | 6             | 27 dicembre 2013  | Siam Paradise Entertainment Centre, Bangkok        |                                                                         |
| 31  | Vincitore | 31–0   | Jack Amisa        | UD     | 10            | 31 ottobre 2013   | Hat Yai                                            |                                                                         |
| 30  | Vincitore | 30–0   | Yuma Iwahashi     | UD     | 12            | 30 agosto 2013    | City Hall Ground, Chonburi                         | Difeso titolo internazionale pesi paglia WBC                            |
| 29  | Vincitore | 29–0   | Domi Nenokeba     | TKO    | 2 (6)         | 24 luglio 2013    | Central Stadium, Phitsanulok                       |                                                                         |
| 28  | Vincitore | 28–0   | Raul Pusta, Jr.   | TKO    | 9 (12), 1:14  | 31 maggio 2013    | Toyota Office, Kanchanaburi                        | Difeso titolo internazionale pesi paglia WBC                            |
| 27  | Vincitore | 27–0   | Samuel Tehuayo    | UD     | 6             | 29 marzo 2013     | Thungsimuang, Udon Thani                           |                                                                         |
| 26  | Vincitore | 26–0   | Jack Amisa        | UD     | 6             | 25 gennaio 2013   | Wat Bannamtieng, Maha Sarakham                     |                                                                         |
| 25  | Vincitore | 25–0   | Roilo Golez       | UD     | 12            | 3 dicembre 2012   | 11th Inf Reg, Bangkok                              | Difeso titolo internazionale pesi paglia WBC                            |
| 24  | Vincitore | 24–0   | Jerson Luzarito   | TKO    | 8 (12), 1:40  | 28 settembre 2012 | Kad Choengdoi, Chiang Mai                          | Difeso titolo internazionale pesi paglia WBC                            |
| 23  | Vincitore | 23–0   | Safwan Lombok     | UD     | 6             | 22 giugno 2012    | Bungkum, Bangkok                                   |                                                                         |
| 22  | Vincitore | 22–0   | Boy Tanto         | TKO    | 2             | 27 aprile 2012    | Nakhon Pathom                                      |                                                                         |
| 21  | Vincitore | 21–0   | Jonathan Refugio  | TKO    | 9 (12), 2:40  | 24 febbraio 2012  | Siam Cociety Hotel and Resort, Bangkok             | Difeso titolo internazionale pesi paglia WBC                            |
| 20  | Vincitore | 20–0   | Albert Alcoy      | UD     | 6             | 23 dicembre 2011  | 11th Inf Reg, Bangkok                              |                                                                         |
| 19  | Vincitore | 19–0   | Crison Omayao     | UD     | 12            | 11 novembre 2011  | Thabo, Nong Khai                                   | Vinto titolo internazionale vacante pesi paglia WBC                     |
| 18  | Vincitore | 18–0   | Jetly Purisima    | KO     | 11 (12), 0:47 | 20 settembre 2011 | Municipal Stadium, Kanchanaburi                    | Difeso titolo internazionale pesi paglia argento WBC                    |
| 17  | Vincitore | 17–0   | Florante Condes   | UD     | 12            | 24 giugno 2011    | Chokchai 4 Market, Bangkok                         | Difeso titolo internazionale pesi paglia argento WBC                    |
| 16  | Vincitore | 16–0   | Noli Morales      | TD     | 6 (12), 2:12  | 31 marzo 2011     | Sara Buri                                          | Difeso titolo internazionale pesi paglia argento WBC                    |
| 15  | Vincitore | 15–0   | Remy Cuambot      | TD     | 10 (12), 1:57 | 6 gennaio 2011    | Central Stadium, Nakhon Phanom                     | Vinto titolo vacante pesi paglia argento WBC; Decisione tecnica unanime |
| 14  | Vincitore | 14–0   | Jayson Rotoni     | UD     | 12            | 6 agosto 2010     | Light Infantry Boxing Arena, Bangkok               | Difeso titolo internazionale pesi paglia interim WBC                    |
| 13  | Vincitore | 13–0   | Ronelle Ferreras  | UD     | 12            | 30 aprile 2010    | Ayutthaya Park, Ayutthaya                          | Difeso titolo internazionale pesi paglia interim WBC                    |
| 12  | Vincitore | 12–0   | Jayson Rotoni     | UD     | 12            | 24 dicembre 2009  | 11th Inf Reg, Bangkok                              | Vinto titolo internazionale pesi paglia interim WBC                     |
| 11  | Vincitore | 11–0   | Justin Golden Boy | KO     | 3 (10), 2:21  | 2 ottobre 2009    | Provincial School, Nakhon Phanom                   | Difeso titolo Youth World pesi paglia WBC                               |
| 10  | Vincitore | 10–0   | Ruel Lagunero     | UD     | 10            | 26 giugno 2009    | City Hall Ground, Nakhon Ratchasima                | Difeso titolo Youth World pesi paglia WBC                               |
| 9   | Vincitore | 9–0    | Adi Nukung        | UD     | 10            | 25 febbraio 2009  | Ayutthaya Park, Ayutthaya                          | Difeso titolo Youth World pesi paglia WBC                               |
| 8   | Vincitore | 8–0    | Ardin Diale       | UD     | 10            | 31 ottobre 2008   | Chokchai Four, Bangkok                             | Difeso titolo Youth World pesi paglia WBC                               |
| 7   | Vincitore | 7–0    | Kuk Chok Jo       | TKO    | 6 (10)        | 29 agosto 2008    | Railway Station Boxing Arena, Sara Buri            | Difeso titolo Youth World pesi paglia WBC                               |
| 6   | Vincitore | 6–0    | Sofyan Effendi    | UD     | 10            | 25 aprile 2008    | Bangkok                                            | Difeso titolo Youth World pesi paglia WBC                               |
| 5   | Vincitore | 5–0    | Armando dela Cruz | KO     | 5 (10)        | 24 ottobre 2007   | Wat Yai Klang, Bang Phli                           | Difeso titolo Youth World pesi paglia WBC                               |
| 4   | Vincitore | 4–0    | Dennis Juntillano | UD     | 10            | 31 luglio 2007    | District Office, Chom Thong                        | Difeso titolo Youth World pesi paglia WBC                               |
| 3   | Vincitore | 3–0    | Ma Yi Ming        | TKO    | 1 (10), 2:21  | 30 marzo 2007     | Mathayom Wat Sing School, Samut Prakan             | Vinto titolo vacante Youth World pesi paglia WBC                        |
| 2   | Vincitore | 2–0    | Danny Linasa      | UD     | 8             | 23 febbraio 2007  | Chokchai 4 Center, Bangkok                         |                                                                         |
| 1   | Vincitore | 1–0    | Roel Gade         | UD     | 6             | 26 gennaio 2007   | City Hall, Tak                                     |                                                                         |